# Victor Caire
Victor Caire là một nhà làm phim hoạt hình và nhà làm phim người Pháp, nổi tiếng với bộ phim hoạt hình máy tính ngắn, Garden Party (2017), bộ phim mà anh đã nhận được sự hoan nghênh của giới phê bình và được đồng đề cử giải Oscar cho Phim hoạt hình ngắn hay nhất tại Lễ trao giải Oscar lần thứ 90.

Victor Caire là người đồng sáng lập Illogic Studios.

## Sự nghiệp diễn xuất
- 2017: Garden Party (ngắn) (đạo diễn, biên tập âm thanh)

| Năm  | Sự kiện/Giải thưởng                     | Hạng mục                     | Kết quả   |
| ---- | --------------------------------------- | ---------------------------- | --------- |
| 2017 | Giải thưởng Viện hàn lâm                | Phim hoạt hình ngắn hay nhất | Đề cử     |
| 2017 | Liên hoan phim Nashville                | "Grand Jury Price"           | Đoạt giải |
| 2017 | Liên hoan phim Clermont-Ferrand         | "Special Jury Mention"       | Đoạt giải |
| 2017 | SIGGRAPH                                | "Best Student Project"       | Đoạt giải |
| 2017 | Liên hoan phim hoạt hình quốc tế Annecy | "Best Student Film"          | Đề cử     |